# Numer EC
Numer EC – numer przypisany każdemu enzymowi według zasad klasyfikacji opracowanej w 1984 roku przez Komitet Nazewnictwa (ang. Nomenclature Committee) Międzynarodowej Unii Biochemii i Biologii Molekularnej (ang. International Union of Biochemistry).
Numery EC Enzyme Commission (Komisja Enzymatyczna) lub Enzyme Catalogue dzielą wszystkie enzymy na siedem głównych grup ze względu na typ katalizowanej reakcji.
Komisja Enzymatyczna przypisała każdemu enzymowi zarekomendowaną nazwę i czteroczęściowy rozróżnialny numer o strukturze XX.XX.XX.XX
- Pierwsza liczba (1-7) oznaczają klasę enzymu.
- Druga liczba reprezentuje podklasę enzymu.
- Trzecia liczba określa podpodklasę enzymu.
- Czwarta liczba wskazuje, jakie miejsce zajmuje enzym w swojej podpodklasie.

Przykład: EC 1.1.1.1 oznacza dehydrogenazę alkoholową

## Kody EC najwyższego poziomu[1][2]
| Grupa (klasa)        | Katalizator reakcji                                                                                                   | Typowa reakcja                                     | Przykłady enzymów wraz z pospolitymi nazwami |
| -------------------- | --- | -------------------------------------------------- | -------------------------------------------- |
| EC 1 Oksydoreduktazy | przenoszą ładunki (elektrony i jony H3O+ - protony) z cząsteczki substratu na cząsteczkę akceptora                    | AH + B → A + BH (redukcja) A + O → AO (utlenianie) | Dehydrogenazy, Oksydazy                      |
| EC 2 Transferazy     | przenoszą daną grupę funkcyjną (tiolową, aminową, itp.) z cząsteczki jednej substancji na cząsteczkę innej substancji | AB + C → A + BC                                    | Transaminazy, Kinaza                         |
| EC 3 Hydrolazy       | katalizują rozpad substratu pod wpływem wody (hydroliza); do grupy tej należy wiele enzymów trawiennych               | AB + H2O → AOH + BH                                | Lipaza, Amylaza, Proteazy                    |
| EC 4 Liazy           | katalizują rozpad substratu bez hydrolizy                                                                             | RCOCOOH → RCOH + CO2                               | Dekarboksylazy, Hydroliazy                   |
| EC 5 Izomerazy       | zmieniają wzajemne położenie grup chemicznych bez rozkładu szkieletu związku                                          | AB → BA                                            | Izomerazy, Mutazy                            |
| EC 6 Ligazy          | katalizują syntezę różnych cząsteczek; powstają wiązania chemiczne                                                    | X + Y+ ATP → XY + ADP + Pi                         | Ligazy                                       |
| EC 7 Translokazy     | katalizują ruch jonów i cząsteczek przez błony lub ich rozdział wewnątrz błon                                         | (1. strona) AX + B ¦¦ = A + X + ¦¦ B (2. strona)   |                                              |